# 中国国际旅行社总社有限公司

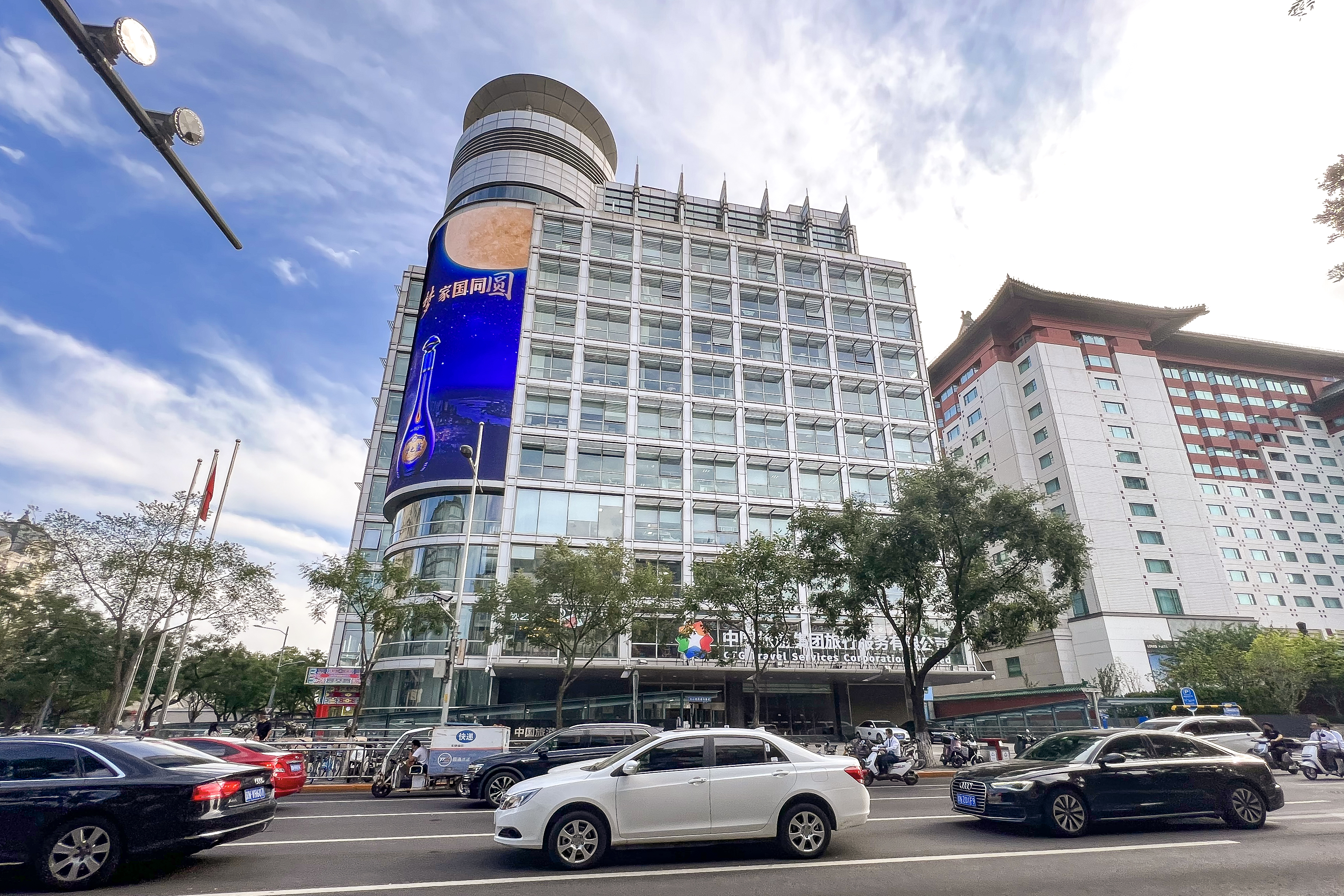
国旅大厦

中国国际旅行社总社有限公司 （CITS, China International Travel Services Limited, Head Office），简称国旅总社，为旅游社企业集团。前身是于1954年创建的中国国际旅行社总社（China International Travel Service Head office）。其品牌“中国国旅、CITS”是中国驰名商标，在世界60多个国家和地区通过注册。

## 发展历程

### 中国旅行社总社

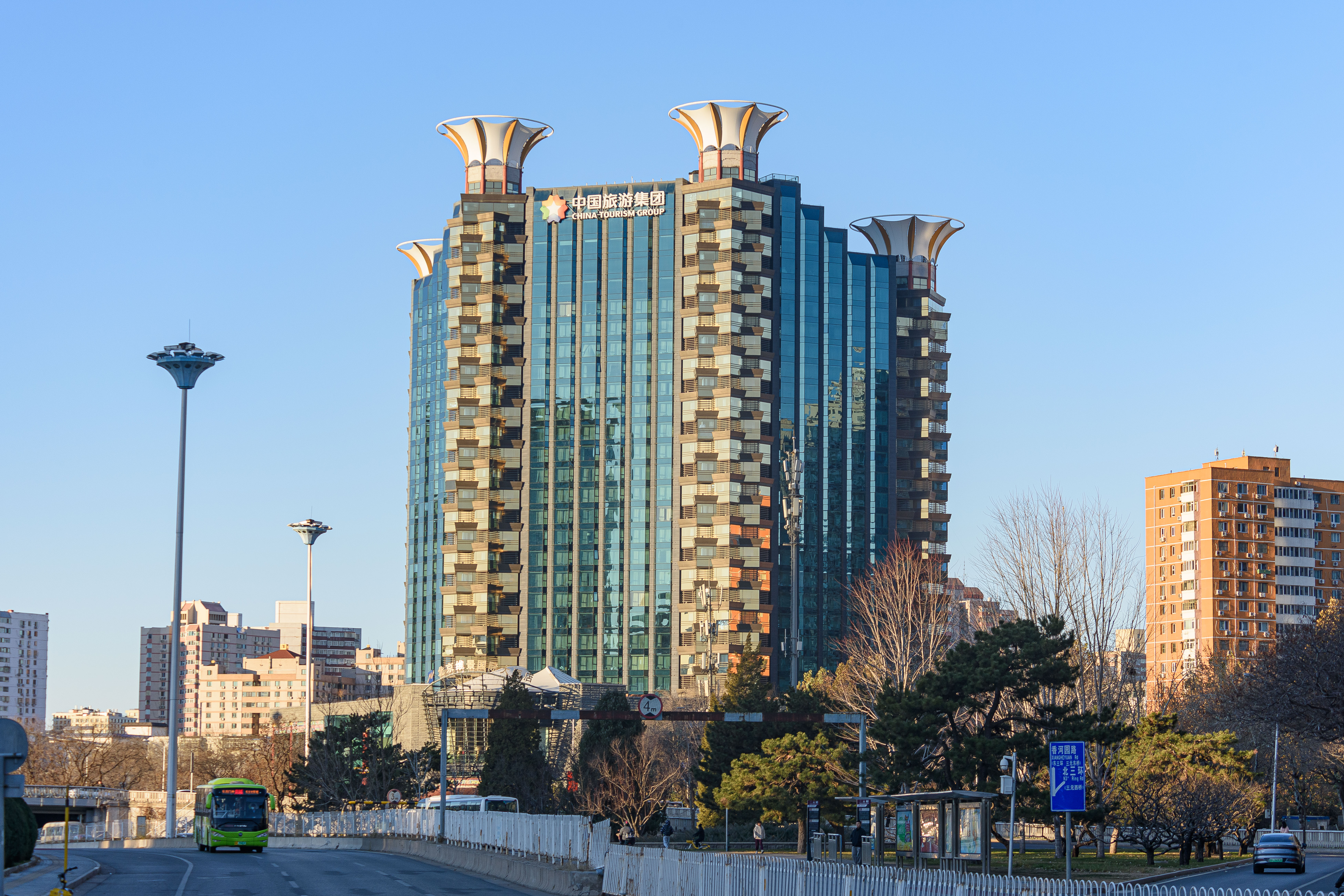
中国旅行社总社合并前的所在地

中国旅行社总社（简称“中旅”、“CTS”）的前身可追溯至1949年11月19日成立的厦门华侨服务社，此后以闽粤两省为发端，多地相继成立华侨服务社，1957年4月22日中华人民共和国国务院批准成立中国华侨旅行服务社总社:5。1969年，华侨旅行服务社总社一度停办，1972年8月18日复办:15。
1974年1月3日，中国旅行社成立，与华侨旅行社合署办公，统称“中国旅行社”:17。1990年7月26日，中国旅行社集团公司成立:106。1994年5月，中国中旅（集团）公司与中国旅行社总社分署办公。同年12月8日，位于三元桥的中旅大厦建成启用（现为北京维景国际大酒店）。
1999年，中国中旅（集团）公司被列为首批交由中央管理的企业。2007年7月，中国中旅（集团）有限公司并入香港中旅（集团）有限公司。2008年11月，“中国旅行社总社”被港中旅集团定为旅行社板块经营主品牌。

### 中国国际旅行社总社
1954年4月15日，经中央人民政府政务院批准，中国国际旅行社总社正式成立，主要负责接待访华外宾的食、住、行、游等事务，并发售国际铁路联运客票，该年4月21日正式营业:2，此后在北京、上海、西安、桂林等14个城市成立分社。
1964年7月22日，中国旅行游览事业管理局成立，与中国国际旅行社合署办公，并对外保留“中国国际旅行社”名称:10。1982年7月17日，国旅总社与旅游总局分署办公，同年8月23日旅游总局更名为国家旅游局:42。1984年9月，国旅总社由事业单位变更为企业单位。
1989年3月23日，中国国际旅行社集团成立:87。1991年7月，国旅总社从东长安街6号迁至复兴门内大街103号（国旅长安大厦）。1996年，国旅总社改制为中国国际旅行社总社（集团）有限责任公司。
1999年1月，国旅总社根据中办发《中央党政机关非金融类企业脱钩的总体处理意见和具体实施方案》与原主管部委国家旅游局脱钩，划归中央直接管理。2003年，国旅总社由复兴门内大街103号（国旅长安大厦）迁至东单北大街1号（国旅大厦）。
2003年12月，经国务院和国资委批准，中国国际旅行社总社与中国免税品（集团）总公司实施重组，组建中国国旅集团公司，2008年3月更名为中国国际旅行社总社有限公司。
2008年4月，经国务院和国务院国资委批准，由中国国旅集团有限公司和华侨城集团公司发起设立中国国旅股份有限公司，中国国际旅行社总社有限公司成为其下属两大子公司；该股份有限公司于2009年10月在上海证券交易所成功挂牌上市。
2016年7月，中国国旅集团有限公司与中国港中旅集团公司重组，成立中国旅游集团公司。

### 战略重组
2018年12月24日，中国国旅发布公告，公司拟以非公开协议转让方式将下属全资子公司中国国际旅行社总社有限公司100%股权转让给中国旅游集团，转让价格为人民币183,084.57万元，中国旅行社总社有限公司与中国国际旅行社总社有限公司此前已共同组成中国旅游集团旅行服务有限公司（简称“中旅旅行”）。此后中国国旅股份有限公司改为聚焦免税主业，2020年改称中国旅游集团中免股份有限公司。
2021年1月，中国国旅国际列车售票中心由北京国际饭店迁至国旅大厦。

## 分支机构
国旅总社在全球12个国家和地区拥有8家全资、控股的海外公司和8家签证中心，在全国拥有36家全资、控股子公司和2家参股公司，近700家门市网点，以及百余家国旅集团理事会成员旅行社，与100多个国家的1400多家旅行商建立了长期稳定的合作关系。

## 社会组织
- PATA(太平洋亚洲旅行协会)
- IATA(国际航空运输协会)
- ASTA(美国旅行代理商协会)
- WTTC(世界旅游业理事会)
- UNWTO(联合国世界旅游组织)：在中国的唯一企业会员[5]